# Houstonia pusilla
Houstonia pusilla là một loài thực vật có hoa trong họ Thiến thảo. Loài này được Schoepf mô tả khoa học đầu tiên năm 1788.